# 단순병합
단순병합이란 원고가 여러 개의 청구에 대하여 차례로 심판을 구하는 형태의 병합이다.

## 요건
1. 같은 종류의 소송절차에 의하여 심판될 수 있을 것
2. 수소법원에 공통의 관할권이 있을 것
3. 원칙적으로 관련성이 필요없음